# Горній Бабин Поток
44°50′ пн. ш. 15°32′ сх. д. / 44.83° пн. ш. 15.53° сх. д.
Горній Бабин Поток (хорв. Gornji Babin Potok) — населений пункт у Хорватії, у Лицько-Сенській жупанії у складі громади Врховине.

## Населення
Населення за даними перепису 2011 року становило 104 осіб.
Динаміка чисельності населення поселення:

## Клімат
Середня річна температура становить 6,88 °C, середня максимальна – 20,43 °C, а середня мінімальна – -8,06 °C. Середня річна кількість опадів – 1439 мм.
| Клімат поселення                              | Клімат поселення | Клімат поселення | Клімат поселення | Клімат поселення | Клімат поселення | Клімат поселення | Клімат поселення | Клімат поселення | Клімат поселення | Клімат поселення | Клімат поселення | Клімат поселення | Клімат поселення |
| Показник                                      | Січ.             | Лют.             | Бер.             | Квіт.            | Трав.            | Черв.            | Лип.             | Серп.            | Вер.             | Жовт.            | Лист.            | Груд.            |                  |
| Середній максимум, °C                         | 4,58             | 5,14             | 8,03             | 11,87            | 16,90            | 20,30            | 20,43            | 19,96            | 16,21            | 11,86            | 6,75             | 3,05             |                  |
| Середня температура, °C                       | −1,72            | −1,18            | 1,71             | 5,54             | 10,57            | 13,98            | 16,34            | 15,88            | 12,11            | 7,77             | 2,67             | −1,04            |                  |
| Середній мінімум, °C                          | −8,06            | −7,51            | −4,64            | −0,8             | 4,24             | 7,65             | 12,25            | 11,78            | 8,03             | 3,67             | −1,42            | −5,14            |                  |
| Норма опадів, мм                              | 99               | 104              | 108              | 124              | 109              | 112              | 80               | 97               | 135              | 153              | 176              | 142              |                  |
| Середньомісячна швидкість вітру, м/с          | 2.33             | 2.44             | 2.66             | 2.56             | 2.39             | 2.13             | 2.08             | 2.00             | 2.09             | 2.26             | 2.45             | 2.54             |                  |
| Середньомісячна сонячна радіація, кДж/м²·день | 4596             | 7254             | 10691            | 15049            | 19029            | 20947            | 22557            | 19312            | 14384            | 9378             | 5021             | 3857             |                  |
| --------------------------------------------- | ---------------- | ---------------- | ---------------- | ---------------- | ---------------- | ---------------- | ---------------- | ---------------- | ---------------- | ---------------- | ---------------- | ---------------- | ---------------- |
| Джерело:                                      |                  |                  |                  |                  |                  |                  |                  |                  |                  |                  |                  |                  |                  |